# Земское страхование
Зе́мское страхование — страхование имущества (главным образом) в России в 1864—1917 годах, проводившееся земствами в форме взаимного страхования, преимущественно в сельской местности.
По положению о земском страховании 1864 года каждое губернское земство могло осуществлять страхование только в пределах своей губернии. Земское страхование находилось в ведении губернского земского собрания, которое утверждало страховые тарифы, нормы обеспечения и инструкции по страхованию. Руководство земским страхованием осуществлялось губернскими земскими управами, непосредственно его проводили уездные земские управы, волостные правления и страховые агенты. Главным видом земского страхования было страхование строений от огня.
Земское страхование разделялось на три вида:
- окладное (обязательное),
- дополнительное,
- добровольное.

Окладное страхование было для крестьян обязательным . Владельцам строений, подлежащих окладному страхованию, разрешалось на тех же условиях страховать их сверх окладных норм — дополнительно. Для местностей, на которые не распространялось окладное страхование, вводилось также добровольное земское страхование строений от огня. Земства также проводили добровольное страхование от огня движимого имущества (сельскохозяйственной продукции, оборудования и инвентаря, домашнего имущества), практиковали также некоторые другие виды агрострахования — добровольное страхование скота и страхование посевов от градобития.
Для укрепления финансовой базы земского страхования на основании закона 1902 года земства получили право заключать между собой договоры перестрахования. В мае 1917 года возник Земский страховой союз. После Октябрьской революции 1917 года этот союз, объединивший 27 губернских страховых организаций, проводил национализацию страхового дела. Деятельность союза была подчинена Совету по делам страхования. Вскоре земское страхование получило название советско-народного страхования, постепенно приобретая черты индустриального страхования. В конце 1918 года земское страхование было полностью национализировано и после 1921 года приобрело форму государственного страхования
.

## История земского страхования
В ряде центральных губерний России в 1864 г. были образованы земства, представлявшие собой органы местного самоуправления. В их ведении находились вопросы народного просвещения, здравоохранения, строительства дорог и т. д. Кроме того, в компетенции земств находилось и управление делами взаимного страхования имущества. Создание в 60-х годах XIX века системы городского взаимного страхования и земского страхования стало значительной вехой в истории страхового дела.
По своему масштабу страховые операции, проводимые земскими страховыми учреждениями, заняли второе место на страховом рынке России после деятельности акционерных страховых обществ. В общей системе народного хозяйства земское страхование являлось одним из важных учреждений общеполезного значения. Страхование представляло одну из крупных и сложных отраслей земского хозяйства.
Нормативно правовой базой земского страхования стало Положение о взаимном земском страховании, утверждённое в 1864 г. Каждое губернское земство осуществляло операции по страхованию только в пределах своей губернии. Страхование находилось в ведении губернского собрания, которое определяло: страховой оклад, то есть размер страховой суммы, ниже которой не допускалось обязательное страхование; предельные нормы, выше которых не могли быть принимаемы на страхование строения; размер страховых премий; пределы страховых сумм, выплачиваемых при наступлении страхового случая. Кроме того, губернское собрание утверждало инструкции по страхованию для управ, волостных правлений и агентов, распоряжалось страховыми средствами, рассматривало отчеты губернских управ. Исполнительным же органом являлась губернская земская управа.
Земское страхование строений от огня подразделялось на обязательное и добровольное. Обязательному страхованию подлежали все сельские постройки, как частные, так и общественные, которые находились в черте крестьянской оседлости. Все остальные постройки подлежали земскому страхованию только по желанию владельца.